# Gegi
Gegi est un haut fonctionnaire dans l'Égypte antique qui a vécu à la fin de l'Ancien Empire, dans la VIe dynastie, bien qu'il ne soit pas possible de fournir une date exacte.

## Identification
Gegi est connu pour sa fausse porte et ses six statues. Elles ont été trouvées à Saqqarah et sont entrées au Musée égyptien en 1884 où elles sont toujours conservées. Elles doivent provenir de sa tombe. Le lieu exact de sa sépulture est inconnu. Sur ses monuments, Gegi porte différents titres, le plus important étant celui de nomarque du Nome de la Grande Terre à Taour (tȝ-wr). Gegi était également « surveillant des prêtres d'Onouris », Onouris étant la principale divinité à Thinis.